# Afimico Pululu
Afimico Pululu (Luanda, 23 marzo 1999) è un calciatore angolano, attaccante dello Jagiellonia.

## Caratteristiche tecniche
Attaccante che può essere schierato in ogni ruolo del tridente offensivo, è dotato di rapidità di esecuzione e dinamismo.

## Carriera

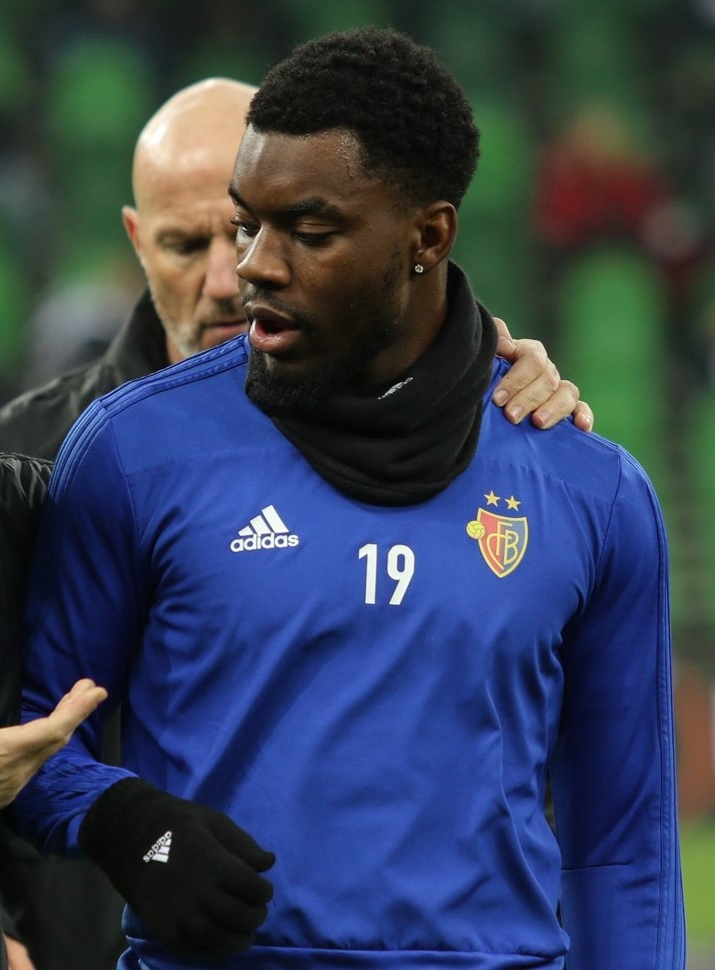
Pululu nel 2019 con la maglia del

Cresciuto nel settore giovanile del Basilea, ha esordito in prima squadra il 20 agosto 2017 disputando l'incontro di Super League pareggiato 1-1 contro il Lugano.
Il 31 gennaio 2019 viene ceduto in prestito semestrale al Neuchâtel Xamax. Il 9 marzo seguente trova le prime reti in carriera siglando una doppietta in occasione dell'incontro casalingo vinto 3-1 contro il Sion.
Il 7 gennaio 2022 viene ufficializzato il trasferimento al Greuther Fürth, dove segna la sua prima rete il 28 agosto dello stesso anno nella sconfitta per 2-1 contro l'Hannover 96.
Dopo solo 21 presenze coronate dal gol già citato, il 1º luglio 2023 approda ai polacchi dello Jagiellonia, dove firma un biennale con opzione per un altro anno. Il suo impatto è devastante: mette a referto 14 gol in 34 partite in tutte le competizioni e diventa il miglior marcatore della squadra (a parimerito con Jesus Imaz, che però ha preso parte ad una partita in più); è uno dei principali artefici della prima vittoria in assoluto della squadra polacca in Ekstraklasa.

## Statistiche
Statistiche aggiornate al 6 marzo 2025.

### Presenze e reti nei club
| Stagione                 | Squadra                  | Campionato               | Campionato | Campionato | Coppe nazionali | Coppe nazionali | Coppe nazionali | Coppe continentali | Coppe continentali | Coppe continentali | Altre coppe | Altre coppe | Altre coppe | Totale | Totale | Totale |
| Stagione                 | Squadra                  | Comp                     | Pres       | Reti       | Comp            | Pres            | Reti            | Comp               | Pres               | Reti               | Comp        | Pres        | Reti        | Pres   | Reti   |        |
| ------------------------ | ------------------------ | ------------------------ | ---------- | ---------- | --------------- | --------------- | --------------- | ------------------ | ------------------ | ------------------ | ----------- | ----------- | ----------- | ------ | ------ | ------ |
| 2015-2016                | Basilea II               | 1Lp                      | 11         | 5          | -               | -               | -               | -                  | -                  | -                  | -           | -           | -           | 11     | 5      |        |
| 2016-2017                | Basilea II               | 1Lp                      | 13         | 4          | -               | -               | -               | -                  | -                  | -                  | -           | -           | -           | 13     | 4      |        |
| 2017-2018                | Basilea II               | 1Lp                      | 19         | 14         | -               | -               | -               | -                  | -                  | -                  | -           | -           | -           | 19     | 14     |        |
| 2018-gen. 2019           | Basilea II               | 1Lp                      | 6          | 1          | -               | -               | -               | -                  | -                  | -                  | -           | -           | -           | 6      | 1      |        |
| 2017-2018                | Basilea                  | ASL                      | 2          | 0          | CS              | 0               | 0               | -                  | -                  | -                  | -           | -           | -           | 2      | 0      |        |
| 2018-gen. 2019           | Basilea                  | ASL                      | 10         | 0          | CS              | 1               | 0               | UCL+UEL            | 0+1                | 0                  | -           | -           | -           | 12     | 0      |        |
| gen.-giu. 2019           | Neuchâtel Xamax          | ASL                      | 15+2       | 2+0        | CS              | -               | -               |                    | -                  | -                  |             | -           | -           | 17     | 2      |        |
| 2019-2020                | Basilea II               | 1Lp                      | 2          | 2          | -               | -               | -               | -                  | -                  | -                  | -           | -           | -           | 2      | 2      |        |
| 2020-2021                | Basilea II               | 1Lp                      | 1          | 0          | -               | -               | -               | -                  | -                  | -                  | -           | -           | -           | 1      | 0      |        |
| 2021-gen. 2022           | Basilea II               | 1Lp                      | 10         | 1          | -               | -               | -               | -                  | -                  | -                  | -           | -           | -           | 10     | 1      |        |
| Totale Basilea II        | Totale Basilea II        | Totale Basilea II        | 62         | 27         |                 | -               | -               |                    | -                  | -                  |             | -           | -           | 62     | 27     |        |
| 2019-2020                | Basilea                  | ASL                      | 21         | 1          | CS              | 5               | 1               | UCL+UEL            | 3+7                | 0                  | -           | -           | -           | 36     | 2      |        |
| 2020-2021                | Basilea                  | ASL                      | 25         | 3          | CS              | 1               | 0               | UEL                | 3                  | 0                  | -           | -           | -           | 29     | 3      |        |
| 2021-gen. 2022           | Basilea                  | ASL                      | 1          | 0          | CS              | 0               | 0               | UECL               | 2                  | 0                  | -           | -           | -           | 3      | 0      |        |
| Totale Basilea           | Totale Basilea           | Totale Basilea           | 69         | 4          |                 | 7               | 1               |                    | 16                 | 0                  |             | -           | -           | 92     | 5      |        |
| gen.-giu. 2022           | Greuther Fürth II        | RL                       | 6+2        | 4+3        | -               | -               | -               | -                  | -                  | -                  | -           | -           | -           | 8      | 7      |        |
| 2022-2023                | Greuther Fürth II        | RL                       | 2          | 1          | -               | -               | -               | -                  | -                  | -                  | -           | -           | -           | 2      | 1      |        |
| Totale Greuther Fürth II | Totale Greuther Fürth II | Totale Greuther Fürth II | 8+2        | 5+3        |                 | -               | -               |                    | -                  | -                  |             | -           | -           | 10     | 8      |        |
| gen.-giu. 2022           | Greuther Fürth           | BL                       | 8          | 0          | CG              | -               | -               | -                  | -                  | -                  | -           | -           | -           | 8      | 0      |        |
| 2022-2023                | Greuther Fürth           | BL                       | 13         | 1          | CG              | 0               | 0               | -                  | -                  | -                  | -           | -           | -           | 13     | 1      |        |
| Totale Greuther Fürth    | Totale Greuther Fürth    | Totale Greuther Fürth    | 21         | 1          |                 | 0               | 0               |                    | -                  | -                  |             | -           | -           | 21     | 1      |        |
| 2023-2024                | Jagiellonia II           | 3L                       | 1          | 0          | -               | -               | -               | -                  | -                  | -                  | -           | -           | -           | 1      | 0      |        |
| 2023-2024                | Jagiellonia              | 1L                       | 31         | 12         | CP              | 3               | 2               | -                  | -                  | -                  | -           | -           | -           | 34     | 14     |        |
| 2024-2025                | Jagiellonia              | 1L                       | 30         | 10         | CP              | 3               | 1               | UCL+UEL+UECL       | 4+2+12             | 2+0+8              | SP          | 1           | 0           | 52     | 21     |        |
| Totale Jagiellonia       | Totale Jagiellonia       | Totale Jagiellonia       | 61         | 22         |                 | 6               | 3               |                    | 18                 | 10                 |             | 1           | 0           | 86     | 35     |        |
| Totale carriera          | Totale carriera          | Totale carriera          | 231        | 64         |                 | 13              | 4               |                    | 34                 | 10                 |             | 1           | 0           | 279    | 78     |        |

## Palmarès

### Club

#### Competizioni nazionali
- Campionato polacco: 1

Jagiellonia: 2023-2024
- Supercoppa di Polonia: 1

Jagiellonia: 2024

### Individuale
- Capocannoniere della UEFA Conference League: 1

2024-2025 (8 reti)
- Squadra della stagione della UEFA Conference League: 1

2024-2025